# Équipe de France de basket-ball en 1935
Pour le premier Championnat d'Europe, l'équipe de France termine 5e à Genève.

## Les matches
| Date           | Lieu   | Adversaire      | Score   | Compétition | Meilleurs marqueurs (France) |
| 2 mai 1935     | Genève | Tchécoslovaquie | D 23-21 | CE          | -                            |
| 3 mai 1935     | Genève | Roumanie        | V 66-23 | CE          | Francis Rudler (24)          |
| 4 mai 1935     | Genève | Italie          | V 29-27 | CE          | -                            |
| 5 mai 1935     | Genève | Belgique        | V 49-30 | CE          | -                            |
| 6 octobre 1935 | Paris  | Suisse          | V 39-20 | A           | -                            |

D : défaite, V : victoire
CE : Championnat d'Europe, A : Amical

## L'équipe
- Sélectionneur :
- Assistants :

| Poste | Joueur            | Nombre matchs | Nombre points | Club(s) 1936      |
| -     | Pierre Boël       | 5             | -             | Olympique lillois |
| -     | Georges Carrier   | 1             | -             | CS Plaisance      |
| -     | Robert Cohu       | 5             | -             | Stade français    |
| -     | Jacques Flouret   | 5             | -             | Paris UC          |
|       | Raoul Gouga       | 4             | -             | AS Montferrand    |
| -     | Henri Hell        | 5             | -             | AS Montrouge      |
| -     | Charles Hemmerlin | 4             | -             | CA Mulhouse       |
| -     | Étienne Roland    | 5             | -             | US Métro          |
| -     | Francis Rudler    | 5             | -             | FA Mulhouse       |

## Sources et références
- CD-rom : 1926-2003 Tous les matchs des équipes de France édité par la FFBB.